# Cristallisoir

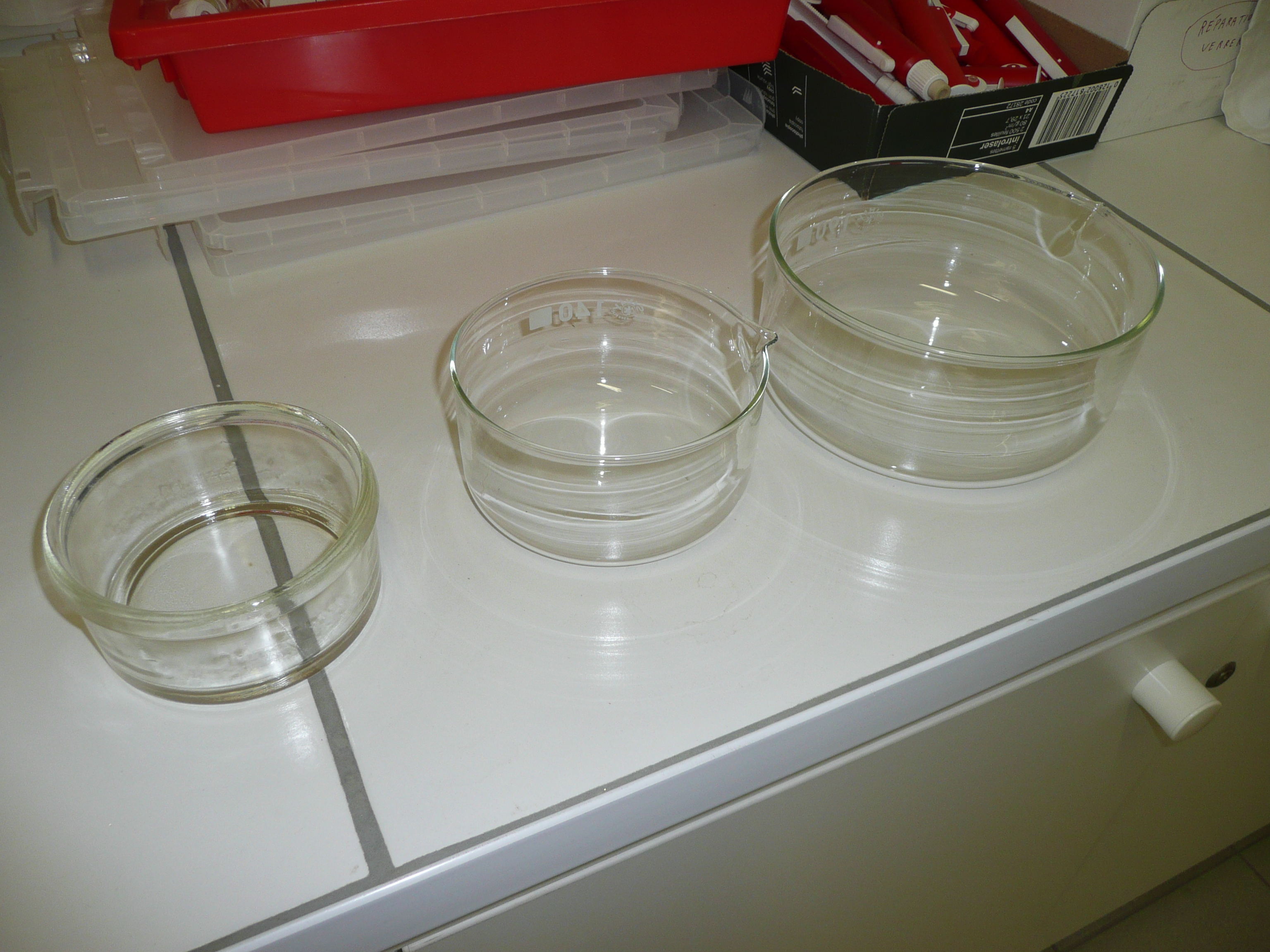
Divers modèles de cristallisoirs

Un cristallisoir est un équipement de laboratoire en verre (parfois en inox), récipient de forme cylindrique, dans lequel on effectue des cristallisations. À cet effet, il est rempli en général de glace pilée, et un autre récipient contenant le produit à cristalliser (bécher en général) y est placé.
Le cristallisoir peut avoir d'autres utilisations, par exemple il peut simplement servir à refroidir un mélange réactionnel ou servir de récipient pour les observations à la loupe binoculaire.